# 564-я пехотная дивизия (вермахт)
564-я пехотная дивизия (нем. 564. Grenadier-Division) — тактическое соединение сухопутных войск нацистской Германии периода Второй мировой войны.

## История
564-я пехотная дивизия была сформирована 23 августа 1944 года как «заградительная дивизия» на территории военного полигона «Дёллерсхайм» во время 29-й волны мобилизации вермахта. Для её формирования использовались подразделения дивизии-тени «Дёллерсхайм».
26 августа 1944 года дивизия была переименована в 564-ю народную пехотную (564. Volksgrenadier-Division). 15 сентября 1944 года дивизия была расформирована, а её части влились в состав формировавшейся в тот момент 183-й народной пехотной дивизии.

## Местонахождение
- с августа по сентябрь 1944 (Германия)

## Командиры
- генерал-майор Вольфганг Ланге (23 августа — 15 сентября 1944)

## Состав
- 1150-й пехотний полк (Grenadier-Regiment 1150)
- 1151-й пехотний полк (Grenadier-Regiment 1151)
- 1152-й пехотний полк (Grenadier-Regiment 1152)
- 1564-й артиллерийский полк (Artillerie-Regiment 1564)
- 1564-й отряд материального обеспечения (Nachschubtruppen 1564)